# Equinoccio, el jardín de las rosas
 Equinoccio, el jardín de las rosas  es una película filmada en colores dirigida por Pablo César, un director con antecedentes en el género del cine fantástico, sobre su propio guion que se estrenó el 11 de abril de 1991. La película es la primera coproducción de Argentina y Túnez está hablada en árabe, con subtítulos en español en el original y  tuvo como actores principales a Mohamed Gouider,  Saída Nasri, Ahmed Hmaied,  Habib Mestir y Walid Hafid.
El filme fue filmado íntegramente en Túnez y sonorizado y compaginado en Buenos Aires. Conforma una trilogía con  Afrodita, el jardín de los perfumes (1998) y Unicornio, el jardín de las frutas (1996).

## Sinopsis
En cinco pueblos diferentes un ángel adolescente narra otras tantas fábulas.

## Reparto
- Mohamed Gouider
- Saída Nasri
- Ahmed Hmaied
- Habib Mestir
- Walid Hafid

## Comentarios
Paraná Sendrós en Ámbito Financiero escribió:

«Bellas imágenes de Túnez y nada más.»

Amadeo Lukas La Prensa escribió:

«Indudablemente fascinado y encandilado por los paisajes, las imágenes y la cultura tunecina, el realizador…encaró una obra fílmica sumamente peculiar.»

Claudio España en La Nación opinó:

«Dos hechos irrefutables predominan en esta curiosa realización: su capacidad para gestar una coproducción más allá de las fronteras difíciles, y su decisión de no recurrir a modelos visuales y narrativos del cine tradicional…intenta el discurso indirecto de la metáfora y un lenguaje visual naif…Equinoccio puede no resultar del gusto del espectador que sólo exige un film similar a otro que ya vio. Interesa por quienes pretenden del cine una búsqueda renovadora y personal de su lenguaje.»

En noviembre de 2014 en ocasión de exhibirse la película en el cuarto Festival Latinoamericano de Cine Árabe de la Argentina en copia digitalizada y remasterizada, Pablo César manifestó sobre el filme:

” Fue mi primer paso en algo que no me había imaginado que sucedería: las coproducciones con naciones africanas. Recuerdo cuando ingresé al zoco de Túnez. Tenían un arco en la entrada. Al salir pasé por el costado sin darme cuenta y me detuve,. Observé que había salido por otra parte y entonces me pregunté si verdaderamente había podido salir de ese magnetizante universo."